# Luciano Portolano

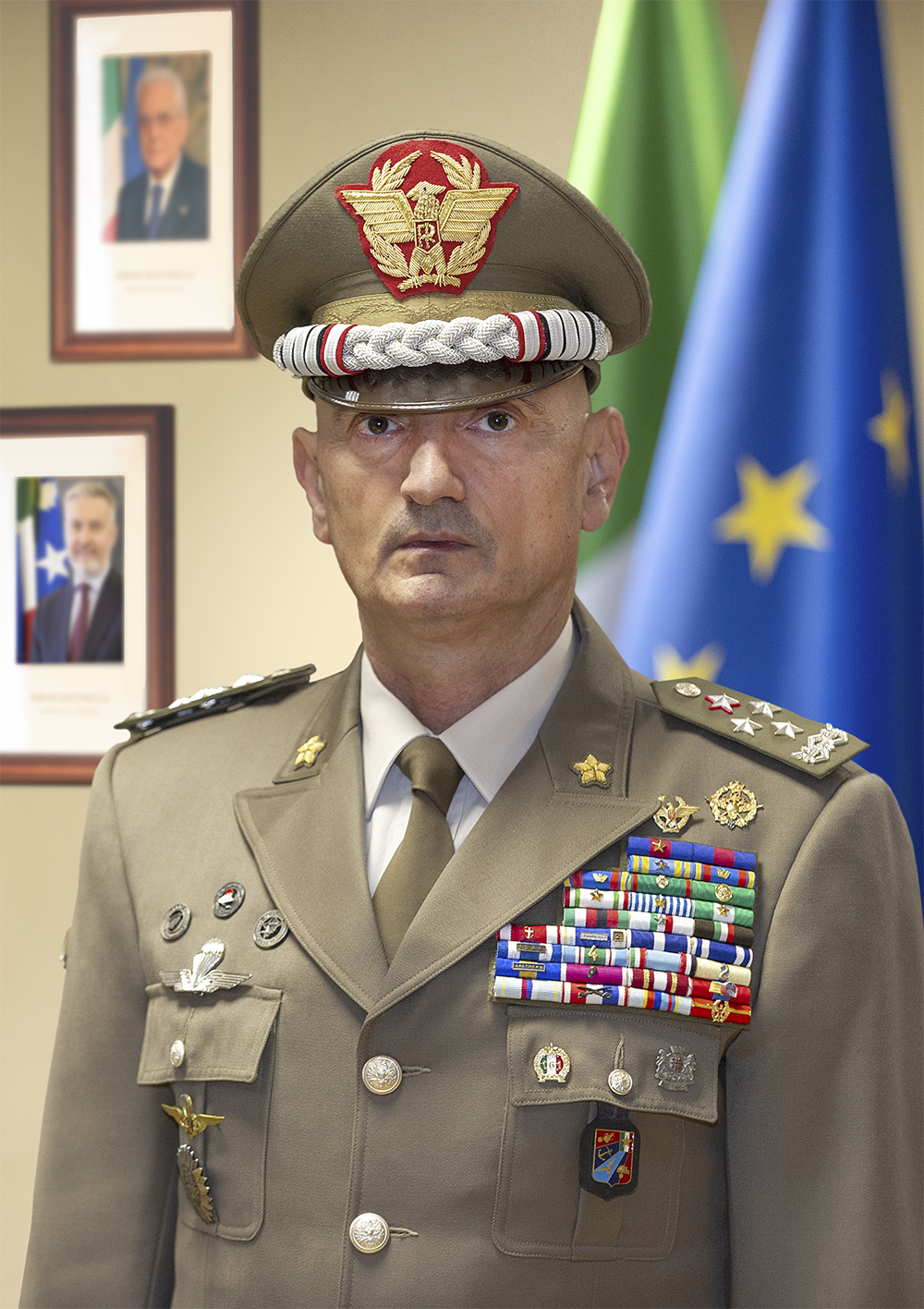
Luciano Portolano

Luciano Antonio Portolano (* 18. September 1960 in Agrigent, Sizilien) ist ein italienischer General. Seit Oktober 2024 ist er Generalstabschef der italienischen Streitkräfte.

## Militärische Laufbahn
Portolano wurde von 1979 bis 1983 an der Militärakademie in Modena und Turin zum Offizier des italienischen Heeres ausgebildet und diente anschließend als Zugführer und Kompaniechef sowie als Bataillons- und Regimentskommandeur bei den Bersaglieri, erst in der Panzerdivision bzw. Panzerbrigade Ariete und dann in der Bersaglieri-Brigade Garibaldi. Er absolvierte die Generalstabsausbildung in Civitavecchia und am Command and General Staff College in Fort Leavenworth, Kansas, sowie verschiedene andere Lehrgänge. Er diente in verschiedenen Funktionen beim Heeresgeneralstab in Rom.
Von 2007 bis 2010 war Portolano italienischer Militärattaché an der italienischen Botschaft in London. Von 2010 bis 2012 kommandierte er als Brigadegeneral die Mechanisierte Brigade Sassari, von 2012 bis 2014 war er Chef der Operationsabteilung im Einsatzführungskommando der Streitkräfte. Von Juli 2014 bis Juli 2016 befehligte Portolano als Generalmajor die UNIFIL-Truppe im Libanon. Von September 2016 bis August 2019 war er als Generalleutnant Chef des Stabes des Allied Joint Force Command Naples, von September 2019 bis Oktober 2021 leitete er das Einsatzführungskommando der italienischen Streitkräfte in Rom. Am 8. Oktober 2021 übernahm er auf dem ehemaligen Militärflugplatz Rom-Centocelle im Palazzo Guidoni von General Nicolò Falsaperna den Posten des Generalsekretärs und des Nationalen Rüstungsdirektors im Verteidigungsministerium; damit unterstanden Portolano als Amtschef sämtliche Verwaltungs- und Rüstungsabteilungen des Ministeriums. Am 17. September 2024 designierte ihn die italienische Regierung zum neuen Generalstabschef der Streitkräfte; diesen Posten übernahm er am 4. Oktober 2024 von Admiral Giuseppe Cavo Dragone.
Portolano nahm an etlichen Auslandseinsätzen teil: Von 1990 bis 1992 war er als Militärbeobachter am Persischen Golf, in den Jahren danach nahm er im ehemaligen Jugoslawien als Task Force Commander an internationalen Operationen teil, 2003 auch im Irak. 2011 und 2012 war er als Kommandeur der Brigade Sassari Befehlshaber des Regional Command West der International Security Assistance Force in Afghanistan; für diesen Einsatz wurde er als Offizier in die Legion of Merit aufgenommen.